# Rolandreiten
Das Rolandreiten ist ein dem Ringreiten ähnlicher Pferdesport, bei dem eine menschenähnliche Holzfigur (norddeutsch: Roland) beziehungsweise dessen Holzschild getroffen werden muss. Die Figur beginnt sich bei einem Treffer zu drehen, eine zusätzliche Herausforderung besteht darin, nicht vom Aschesack am anderen „Arm“ der Figur getroffen zu werden. Früher war es in weiten Teilen Norddeutschlands verbreitet, wird heute aber fast nur noch im Kreis Dithmarschen betrieben.
Ursprünglich eine Übungsaufgabe, die nie Bestandteil eines Turniers war, wurde die Übung, wie das Ringstechen, später bei Bauernturnieren adaptiert, um den Adel zu verhöhnen. Nach und nach entwickelte es sich aber zu einem ernsthaften Wettkampfsport und ist heute ein Bestandteil zahlreicher neuzeitlicher Ritterturniere. In vielen anderen Ländern gibt es ähnliche Wettbewerbe, die sich vom Quintana-Reiten ableiten.